# Yuta Mikado
Yuta Mikado (født 26. december 1986) er en japansk fodboldspiller, som spiller for den japanske fodboldklub Omiya Ardija.